# Pardosa beringiana
Pardosa beringiana là một loài nhện trong họ Lycosidae.
Loài này thuộc chi Pardosa. Pardosa beringiana được Charles Denton Dondale & Redner miêu tả năm 1987.